# غرة تشقا (غرغين)
غرة تشقا (بالفارسية: گره چقا) هي قرية تقع في إيران في قسم غرغین الريفي. يقدر عدد سكانها بـ 41 نسمة بحسب إحصاء 2016.